# Disparctia
Disparctia é um género de traça pertencente à família Arctiidae.